# فوربس مارس
فوربس مارس (بالإنجليزية: Forbes March)‏ هو عارض وممثل أمريكي، ولد في 12 مايو 1973 في المملكة المتحدة.

## وصلات خارجية
- فوربس مارس على موقع IMDb (الإنجليزية)
- فوربس مارس على موقع ألو سيني (الفرنسية)
- فوربس مارس على موقع أول موفي (الإنجليزية)
- فوربس مارس على موقع قاعدة بيانات الفيلم (الإنجليزية)
- فوربس مارس على موقع كينوبويسك (الروسية)